# Људски ланац
Људски ланац је облик демонстрације у којој људи повезују руке у знак политичке солидарности.
Ланци могу укључити хиљаде људи, а светски рекорд је 2020. године поставио Бихар, Индија, за који се процењује да укључује 51,7 милиона људи на 18 хиљада километара, да подржи напоре владе ка очувању животне средине и искорењивању друштвених зла.